# Corethrella fuscipalpis
Corethrella fuscipalpis är en tvåvingeart som beskrevs av Art Borkent 2008. Corethrella fuscipalpis ingår i släktet Corethrella och familjen Corethrellidae. Inga underarter finns listade i Catalogue of Life.